# Протохлорофиллид

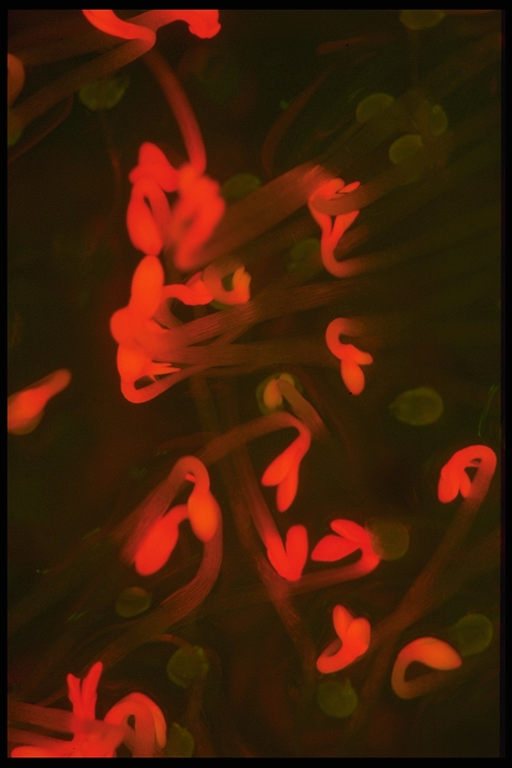
Arabidopsis с мутацией в гене flu, неспособный контролировать биосинтез протохлорофиллида, при облучении синим светом флюоресцирует красным.

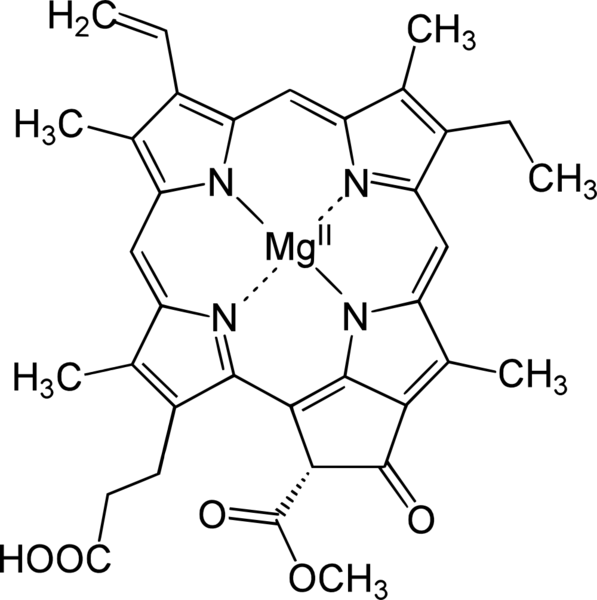
Структура моновинил протохлорофиллида.

Протохлорофиллид, или моновинил протохлорофиллид, это непосредственный предшественник хлорофилла a с отсутствующим фитольным хвостом. В отличие от хлорофилла, протохлорофиллид имеет сильную флюоресценцию; мутанты, накапливающие его в своих тканях, светятся красным, если облучить их синим светом. У цветковых растений, реакция превращения протохлорофиллида в хлорофилл является светозависимой, и такие растения становятся белыми (хлорозными) если выращивать их в темноте. В отличие от них голосеменные, водоросли, и фотосинтезирующие бактерии используют другой, не зависящий от света фермент, и вырастают зелёными даже в темноте.

## Превращение в хлорофилл
Превращение протохлорофиллида в хлорофилл осуществляет фермент протохлорофиллид редуктаза, Шифр КФ 1.3.1.33. Существует два различных по структуре фермента, обладающих такой активностью — светозависимая и темновая редуктазы. Для работы светозависимой редуктазы необходим свет, в то время как темновая редуктаза это совершенно другой белок, состоящий из трёх субъединиц, демонстрирующих значительное сходство с тремя субъединицами нитрогеназы, которая катализирует образование аммиака из молекулы азота. Этот энзим, который возможно эволюционно появился гораздо раньше (явное сходство с нитрогеназой), высоко чувствителен к свободному кислороду и не работает, если его концентрация превосходит 3 %. Следовательно, альтернативной, светозависимой версии всё ещё предстоит усовершенствоваться в процессе эволюции.
Большинство фотосинтезирующих бактерий имеет обе формы фермента. У цветковых растений произошла потеря темновой формы и они полагаются на три немного отличающихся копии светозависимой редуктазы, которые обычно обозначают как ПХР A, B, и C. У голосемянных присутствует ещё больше копий это гена (У ладанной сосны их около одиннадцати ). В растениях, светозависимая протохлорофиллид редуктаза кодируется генами ядра и только позже транспортируется к месту своего функционирования, в хлоропласт. В отличие от них у растений и водорослей с темновой формой фермента, он по крайней мере частично кодируется хлоропластным ДНК.

## Потенциальная опасность для растения
Хлорофилл в клетке связан с белками и может поглощать и передавать энергию в заданном направлении. Однако, протохлорофиллид, находится в клетке в основном в несвязанной форме и в присутствии света, ведёт себя как фотосенсибилизатор, образуя токсичные свободные радикалы. Следовательно, растениям необходим эффективный механизм регуляции количества метаболических предшественников хлорофилла. В цветковых растениях, подобный контроль осуществляется на стадии формирования δ-аминолевулиновая кислоты (АЛА), одного из промежуточных соединений в пути биосинтеза хлорофилла. Растения, которых искусственно подкармливали AЛA, накапливали протохлорофиллид в больших, токсичных для себя количествах, также как и мутанты с повреждённой системой регуляции.
Arabidopsis FLU — с повреждённой системой регуляции может выжить только в постоянной темноте(протохлорофиллид не опасен при отсутствии света) или при постоянном освещении, когда растение способно переработать весь произведённый протохлорофиллид в хлорофилл, и не накапливать его сверх меры, несмотря на отсутствие регулирования. В мутировавшем ячмене Tigrina (мутация происходит в том же гене,) свет убивает большую часть ткани листа, которая развивалась в темноте, однако часть листа, которая образовалась в течение дня, остаётся живой. В результате, листья оказываются покрыты белыми полосками из омертвевших клеток, а их количество близко к количеству дней, прожитых листом. Зелёные части переживают последующую ночь, вероятно, потому, что синтез хлорофилла во взрослой ткани листа почти всегда серьёзно снижен.

## Регуляторный белок FLU
Несмотря на множество попыток найти мутации, вызывающие переизбыток протохлорофиллида при нормальных условиях, на данный момент (2009) известен только один такой ген — (flu). Flu (впервые описанный в) это локализованный в хлоропласте и кодируемый ядерной ДНК белок, который по-видимому содержит исключительно сайты взаимодействия типа протеин-протеин. Это трансмембранный белок, локализованный в мембране тилакоида. До сих пор окончательно не выяснено почему не были обнаружены другие типы подобных мутаций; вероятно, изменения в других белках, участвующих в регуляторной цепочке, оказываются летальными. Flu это одиночный ген, он не принадлежит к какому-либо семейству генов.
Позднее, основываясь на сходстве последовательностей, похожий белок был найден у водоросли Chlamydomonas. Это доказывает, что такого рода регуляторная система существовала за долго до того, как цветковые растения утратили темновую редуктазу. Регуляторный белок хламидомонады является намного более сложным: он больше, пересекает две тилакоидные мембраны вместо одной, содержит больше сайтов взаимодействия с другими белками и даже подвергается альтернативному слайсингу. Это даёт нам понять, что, по-видимому, регуляторная система значительно упростилась в процессе эволюции.